# 一色三節高
一色三節高，又稱三連刻，三姐妹（又一指為「三相逢」）、姐妹碰，是麻將的一種和牌形式。日本麻將為2番，且為古役，國標麻將為24番，廣東麻雀為10番，港式台灣麻雀為15番。

## 概要
一色三節高是以同一花色的三副連續遞增一位的刻子和牌，計槓。例如：
開槓的情況下：

## 例子
主要對象為、，和的双碰听牌，以上的例子和牌後可計對對和、斷么九。若點和可達成三連刻，若是點和，則無法達成三連刻。

### 算分衝突
點和
主要對象為。
上例的三連刻也可能會遇上暗刻役種，像三連暗刻的狀況也可算為一色三同順，此時就由該規則決定是否採用高點法計算或是雙重計算。

## 變體

### 小三連刻
為港式台灣麻雀8番役種，以兩副連續遞增一位的刻子加上與數字相連的眼和牌，例如：
上例中的主要對象為、和 相連，此時和已成刻，三連刻並缺一張而形成小三連刻。

#### 例子
主要對象為、，此時上例點和或，其中一張以一對的方式來形成小三連刻。